# باريس ماراغكوس
باريس ماراغكوس (باليونانية: Πάρης Μαραγκός)‏ مواليد 19 يناير 1994 في ماروسي، هو لاعب كرة سلة يوناني. بدأ مسيرته الاحترافية في سنة 2010. يحمل الرقم 26. يبلغ طوله 6 قدم 9 بوصة (2.1 م). لعب مع نادي باناثينايكوس لكرة السلة في الدوري الأوروبي لكرة السلة ونادي أولمبياكوس لكرة السلة.

## روابط خارجية
- باريس ماراغكوس على موقع الاتحاد الدولي لكرة السلة (الإنجليزية)
- باريس ماراغكوس على موقع الدوري الأوروبي لكرة السلة (الإنجليزية)
- باريس ماراغكوس على موقع كرة السلة الأوروبية.كوم (الإنجليزية)
- باريس ماراغكوس على موقع DraftExpress.com (الإنجليزية)
- باريس ماراغكوس على موقع كلية كرة السلة في سبورتس رفرنس.كوم (الإنجليزية)
- باريس ماراغكوس على موقع ريلجم (الإنجليزية)
- باريس ماراغكوس على موقع سبورتس رفرنس (الإنجليزية)